# Crisotilo (minerale)
Il crisotilo (simbolo IMA: Ctl), noto anche come fibra di serpentinite, picrostina o amianto bianco, è un minerale comune del gruppo del serpentino all'interno della classe dei minerali dei "silicati e germanati". Strutturalmente, il crisotilo appartiene ai fillosilicati con la composizione chimica Mg3Si2O5(OH)4, per il quale si può distinguere tra due orientamenti cristallografici o sistemi cristallini dei singoli strati (politipo):
- il clinocrisotilo, che possiede sistema monoclino
- l'ortocrisotilo e il paracrisotilo (quest'ultimo più raro[7]), che possiedono entrambi sistema ortorombico, ma differiscono nei loro parametri reticolari.

Il crisotilo è un componente della serpentinite delle rocce, insieme alla lizardite e all'antigorite.

## Etimologia e storia
Il crisotilo fu scoperto per la prima volta nei pressi di Złoty Stok nell'allora provincia prussiana della Slesia (oggi Voivodato della Bassa Slesia, in Polonia) e descritto nel 1834 da Franz von Kobell, che chiamò il minerale in riferimento alla lucentezza dorata di alcuni campioni secondo le parole greche χρυσός ('chrysós', oro) e τίλος ('tilos', fibra), denominata «fibra d'oro».

## Classificazione
Nell'obsoleta 8ª edizione della sistematica minerale secondo Strunz, il crisotilo apparteneva al dipartimento dei "fillosilicati", dove insieme ad amesite, antigorite, berthierine, cronstedtite, greenalite, grovesite (screditata perché varietà di pennantite), caryopilite, lizardite, népouite formava la "serie del serpentino" con il sistema nº VIII/E.10b all'interno del "Gruppo della caolinite-antigorite" (VIII/E.10).
Nella Sistematica dei lapis (Lapis-Systematik) di Stefan Weiß, che è stata rivista e aggiornata l'ultima volta nel 2018 e che si basa ancora su questa vecchia edizione di Strunz per considerazione per i collezionisti privati e le collezioni istituzionali, al minerale è stato assegnato al sistema e al minerale nº VIII/H.27-30. In questa Sistematica ciò corrisponde anche al reparto dei "fillosilicati", dove il crisotilo forma il "gruppo del serpentino" (VIII/H.27) insieme ad amesite, antigorite, berthierine, brindleyite, carlosturanite, cronstedtite, dozyite, fraipontite, greenalite, guidottiite, karpinskite, caryopilite, kellyite, lizardite, népouite e pecoraite.
La 9ª edizione della sistematica minerale di Strunz, valida dal 2001 e aggiornata l'ultima volta dall'Associazione Mineralogica Internazionale (IMA) nel 2009, elenca il crisotilo nella classe "9 Silicati (germanati)" e nella sottoclasse "9.E Fillosilicati"; questa è ulteriormente suddivisa in base al tipo di formazione dello strato, in modo che il minerale possa essere trovato nella suddivisione "9.ED Fillosilicati con strati di caolinite composti di reti di tetraedri e ottaedri", dove forma il sistema nº 9.ED.15 insieme ad amesite, antigorite, berthierine, brindleyite, cronstedtite, fraipontite, greenalite, caryopilite, kellyite, lizardite, manandonite, népouite e pecoraite.
Tale classificazione non viene confermata nell'edizione successiva, proseguita dal database "mindat.org" e chiamata Classificazione Strunz-mindat, dove il crisotilo, pur rimanendo nella classe dei "silicati", è in attesa dell'assegnazione di un sistema specifico.
Nella Sistematica dei lapis (Lapis-Systematik) di Stefan Weiß il crisotilo si trova nella classe dei "silicati" e nella sottoclasse dei "fillosilicati"; qui è nella sezione dei "silicati stratificati simili alla mica e strutture correlate; gruppo del serpentino" dove dorma il sistema nº VIII/H.27 insieme ad antigorite, amesite, berthierine, brindleyite, carlosturanite, caryopilite, cronstedtite, dozyite, fraipontite, greenalite, guidottiite, karpinskite, kellyite, lizardite, népouite e pecoraite.
Anche la sistematica dei minerali secondo Dana, utilizzata principalmente nel mondo anglosassone, classifica il crisotilo nella categoria dei "minerali fillosilicati". Qui, invece, il "gruppo del serpentino" è diviso in diversi sottogruppi e il crisotilo è il nome del "sottogruppo del crisotilo" con il sistema nº 71.01.02d nell'ambito della suddivisione "Fillosilicati: strati di anelli a sei membri con strati 1:1".

## Abito cristallino

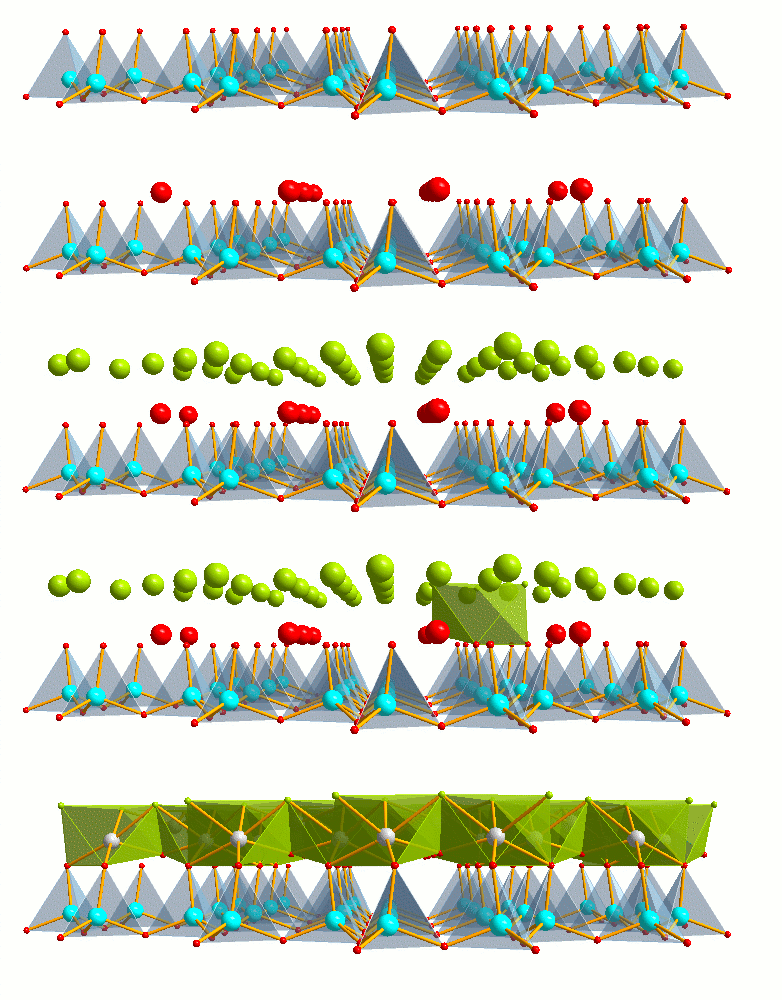
Struttura e composizione chimica del crisotilo

Il crisotilo è costituito da tetraedri di biossido di silicio che si estendono su un piano agli angoli. Gli spazi esagonali sono occupati da ioni idrossido (in rosso) nel primo strato, seguiti da un secondo strato di ioni idrossido (in verde), che si estendono su uno spazio ottaedrico;
vari cationi possono essere immagazzinati in questo spazio ottaedrico. Nel caso del crisotilo, il catione è il magnesio.
| Nome                                                  | Clinocrisotilo                              | Ortocrisotilo                     | Paracrisotilo                     |
| ----------------------------------------------------- | ------------------------------------------- | --------------------------------- | --------------------------------- |
| Sistema cristallino                                   | monoclino                                   | ortorombico                       | ortorombico                       |
| Gruppo puntuale                                       | 2/m                                         | mm2                               | non definito                      |
| Gruppo spaziale                                       | C2/m                                        | Ccm21                             | non definito                      |
| Parametri reticolari della cella elementare           | a = 5,34 Å b = 9,25 Å c = 14,65 Å β = 93,3° | a = 5,34 Å b = 9,20 Å c = 14,63 Å | a = 5,30 Å b = 9,24 Å c = 14,70 Å |
| Numero di unità di formula nella cella elementare (Z) | 4                                           | 4                                 | 4                                 |

## Composizione chimica
Fra i vari ioni presenti nel crisotilo un caso particolare è quello dell’alluminio. Lo ione Al3+ può infatti sostituire parzialmente il silicio in coordinazione tetraedrica e il magnesio in coordinazione ottaedrica, perché il suo raggio ionico è prossimo a quello critico di separazione fra la coordinazione tetraedrica e quella ottaedrica. Per tale motivo l’alluminio può assumere entrambe giocando un doppio ruolo di sostituente del silicio e di normale catione.

## Origine e giacitura
Oltre alla vicarianza fra ioni nelle serpentine si possono avere inclusioni e/o associazioni di altri minerali accresciutisi assieme al crisotilo nelle vene della roccia, anche a livello submicrometrico. Il tipo di associazione mineralogica dipende dalle condizioni chimico-fisiche presenti durante il processo di serpentinizzazione.
Come tutti i serpentini, il crisotilo si forma secondariamente durante la conversione di ortopirosseni o olivine ricchi di magnesio in peridotiti. I minerali associati includono la lizardite e il corindone, ma a volte anche la tremolite.
In tutto il mondo si considerano noti circa 900 siti. Oltre alla sua località tipo, Złoty Stok, il crisotilo è stato trovato sempre in Polonia vicino a Nasławice, Sobótka, Rędziny e in diversi luoghi vicino a Ząbkowice Śląskie nella Bassa Slesia, così come nelle vicinanze di Dębnik e Dubie vicino a Krzeszowice nel distretto di Cracovia (nel Voivodato della Piccola Polonia).
In Italia il crisotilo veniva estratto:
- nei giacimenti della miniera a cielo aperto di Balangero, all’imbocco delle Valli di Lanzo (in Piemonte)
- nella miniera di Settarme-Chassant, nel comune di Émarèse, scoperta nel 1872 e rimasta attiva fino al 1970 e nella cava di amianto nel comune di Issogne (Val d'Aosta)
- nella cava dello Sferlùn in Valmalenco (in Lombardia). I primi documenti certi sull'estrazione dell’amianto in Valmalenco risalgono al XIX secolo; nel 1807 Candida Lena Perpenti riuscì nel tentativo di filatura e la tecnica fu perfezionata nel 1827-28 da Giovanni Aldini, che fabbricò carta, cartoni ed indumenti ignifughi, e nel 1830 da Antonio Vanossi. Queste cave furono definitivamente abbandonate negli anni ’50.[20]

In Germania, il crisotilo è stato finora trovato principalmente in Baviera, anche nel cosiddetto Massiccio del Münchberger, ma anche sul Großer Teichelberg, sullo Zeilberg. Inoltre, il crisotilo si trova in alcune località della Foresta Nera (nel Baden-Württemberg), dell'Odenwald (in Assia), sul Backenberg e vicino a Bad Harzburg in Bassa Sassonia, nella fossa di Kuhlenberg (Renania Settentrionale-Vestfalia) e in alcune località della Sassonia (come Breitenbrunn e Freiberg nei Monti Metalliferi).
Il crisotilo è stato rilevato anche in campioni di roccia provenienti dalla dorsale medio atlantica (campo idrotermale "Logatchev-1" e "Markov Depth", Sierra Leone Fracture Zone) e dalla Fossa delle Marianne nell'Oceano Pacifico occidentale.

### Giacimenti di importanza rilevante

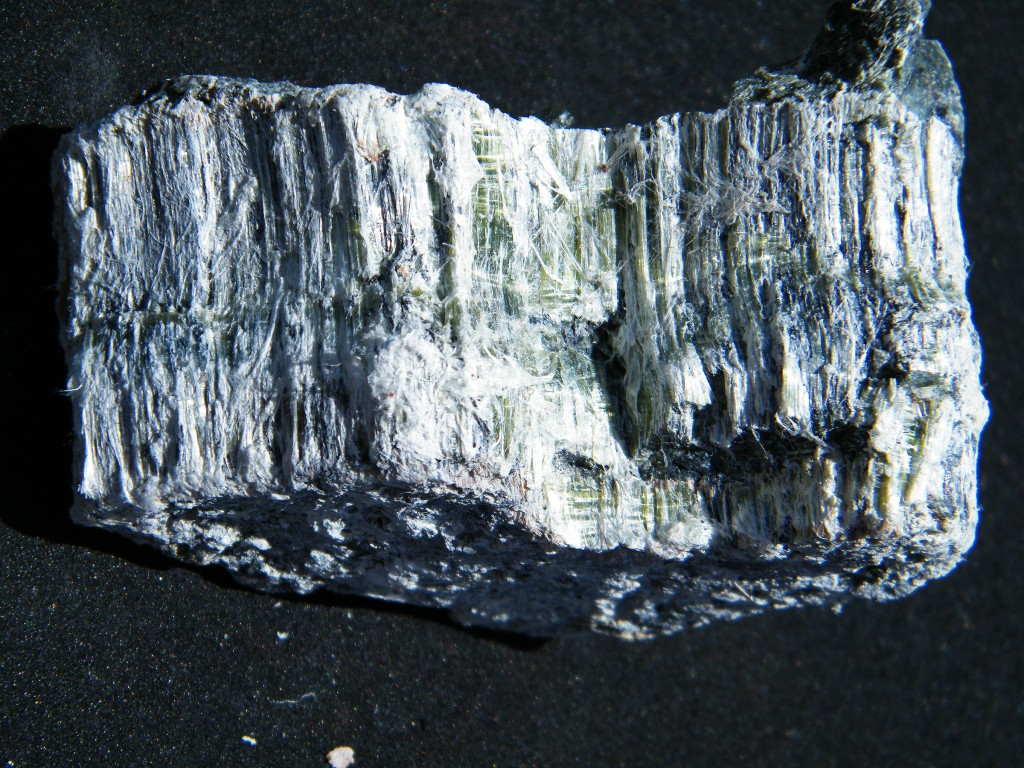
Crisotilo verde-bluastro proveniente dalla "Bell Mine" (Thetford Mines), Les Appalaches, Québec, Canada (dimensioni 10,16 × 5,06 × 5,06 cm)

Un giacimento molto importante in Russia si trova vicino ad Ak-Dovurak in Siberia, dove operava una delle più grandi miniere di amianto a cielo aperto del mondo. Ci sono anche molti importanti giacimenti di amianto crisotilo negli Urali, come Asbest, che deve il suo nome all'asbesto, un sinonimo di amianto.
Un'altra importante area mineraria era la provincia canadese del Québec. Poiché l'amianto non poteva più essere utilizzato in Canada, 200 000 tonnellate venivano esportate ogni anno nei paesi in via di sviluppo come l'India, l'Indonesia o la Thailandia.
Nell'Africa meridionale, Baberton in Sudafrica, la miniera di amianto di Havelock nel distretto di Hhohho in eSwatini e Zvishavane in Zimbabwe erano importanti produttori di amianto crisotilo.

### Produzione sintetica
Il crisotilo può essere prodotto da una miscela di (poli)silice e ossido di magnesio in acqua a 300 °C e 90-160 bar di pressione.

## Utilizzi e controversie
Il crisotilo è stato utilizzato per materiali resistenti al calore, come indumenti resistenti al calore, isolamento elettrico, guarnizioni e corde. Veniva utilizzato anche per i pannelli del tetto (pannelli Eternit). A causa dei pericoli dell'amianto (asbestosi causata dall'inalazione di polveri di amianto), oggi è usato raramente.
In quanto minerale di amianto, il crisotilo (numeri CAS 12001-29-5 e 132207-32-0) è una delle sostanze pericolose la cui fabbricazione, immissione sul mercato o uso nell'Unione europea è limitata o vietata ai sensi dell'allegato XVII del regolamento REACH.
Negli Stati Uniti il suo utilizzo è stato proibito dall'amministrazione Biden-Harris il 18 marzo 2024.
L'esportazione dal Canada verso Paesi come India o Thailandia è stata sostenuta dai lobbisti dell'industria dell'amianto, come Clement Godbout, capo del "White Asbestos Institute" di Montreal. Il deputato Pat Martin del gruppo parlamentare socialdemocratico ha combattuto contro un congelamento generale dei finanziamenti in Canada. I critici della pratica di esportazione hanno notato che le condizioni per una manipolazione sicura della sostanza non sono soddisfatte nei Paesi in cui la sostanza è stata esportata. Nel 2012, il Canada ha chiuso le sue miniere di amianto.

## Forma in cui si presenta in natura
Le fibre del crisotilo sono di colore bianco, ondulate e dotate di una lucentezza sericea.
La complessa struttura cristallina del crisotilo fa sì che gli strati si arrotolino cilindricamente e formino fibre lunghe e fini che sono cave all'interno. Questi crescono insieme per formare aggregati simili a feltro o stuoie e sono generalmente noti come amianto. Il colore del crisotilo di solito varia tra il verde chiaro e il verde scuro.

### Morfologia
È un minerale fibroso in cui gli strati sono incurvati con formazione di bacchette o cilindri cavi allungati lungo una singola direzione. Gli strati sono legati assieme da forze di van der Waals e da legami a idrogeno. Il diametro medio di una singola bacchetta o cilindro cavo è di circa 25 nm. In base all’orientazione delle fibre di crisotilo rispetto alla vena rocciosa se ne possono distinguere due tipi :
- crisotilo tipo “cross”: le fibre sono perpendicolari alle pareti della vena e generalmente corte;
- crisotilo tipo “slip”: le fibre sono parallele alle pareti della vena e si possono avere fibre anche molto lunghe.